# 下町ロケット (TBSのテレビドラマ)
『下町ロケット』（したまちロケット）は、TBS系「日曜劇場」枠で放送された、池井戸潤の小説「下町ロケットシリーズ」を原作としたテレビドラマである。主演は阿部寛。
2015年10月18日から12月20日まで、『下町ロケット』と『下町ロケット2 ガウディ計画』を原作とした前・後編2部構成、全10話が放送された。
2018年10月14日から12月23日まで、同じく「日曜劇場」枠で『下町ロケット ゴースト』と『下町ロケット ヤタガラス』を原作とした全11話の続編が放送された。さらに2019年1月2日、佃製作所の「その後」が「新春ドラマ特別編」として放送され、原作の『ヤタガラス』までの物語が完結した。
民放ドラマのナレーションを務めるのは初めてとなる元NHKアナウンサーの松平定知がナレーションを担当した。

## 概要
日曜劇場での池井戸潤原作作品は、『半沢直樹』（2013年）『ルーズヴェルト・ゲーム』（2014年）に次いで3作目で、前2作と共通したスタッフで制作された。また、後半のストーリーは10月3日から朝日新聞で連載された続編『下町ロケット2 ガウディ計画』と同時進行となり、第6話からは「ガウディ編」として第5話までの「ロケット編」から3年後を描き、ドラマのタイトルバックに「ガウディ計画」の副題が追加された。2018年版も正式タイトルは「下町ロケット」で、1話から5話には「ゴースト」、6話からは「ヤタガラス」の副題がついている。2018年版第1話は第73回文化庁芸術祭参加作品として放送された。
TBSテレビの演出担当である福澤克雄は、『半沢直樹』シリーズと比べて「子どもたちには受けにくい」「決めセリフを無理に作ったらそれこそ品性を疑われる」などと答えている。
2015年版は当初、12月20日の最終回は25分の拡大放送の予定だったが、12月6日の第8話の視聴率が2015年度の民放ドラマとしては最高となる20.4%（ビデオリサーチ調べ、関東地区・世帯・リアルタイム、以下略）を記録したことなどを受けて、第9話までのダイジェストシーンに加えてこの特番用に新たに撮り下ろしたドラマのシーンを織り込んだ「超緊急ドラマ特別企画・下町ロケット〜最終章〜」（19時 - 21時・最終回本編とはステブレレス編成で接続）を放送することが12月13日の第9話終了後に発表され、急きょ、最終回本編の収録と合わせて特別篇用の劇中劇の収録にも取り掛かることになった。なお、この特別篇の視聴率は10.7%を記録した。
2015年版は、第87回ザテレビジョンドラマアカデミー賞で最優秀作品賞ほか計5部門など、各賞を受賞した（受賞参照）。
2020年4月19日から放送開始が告知されていた『半沢直樹』（2020年版）が、新型コロナウイルス感染拡大の影響で初回放送の延期（7月19日）が発表され、本編放送に先立って4月5日と12日に放送される予定であった2013年版の特別総集編も併せて、7月5日と12日に延期となったため、2020年4月5日から19日まで代替番組として急遽2015年版の特別総集編が放送された。この特別総集編では、2019年に逮捕され有罪判決を受け控訴中だった新井浩文の出演シーンは全てカットされている。

## キャスト

### 主人公と家族
佃航平（つくだ こうへい）
演 - 阿部寛
主人公。佃製作所社長。社訓は佃（つくだ）に由来して「つくる喜び くまなく気配り だいじにしよう技術力」としている。
宇宙科学開発機構の元研究員だったが、2015年版第1話から7年前のロケット打ち上げにおいて、彼が開発したエンジンの不具合でロケットが墜落した事から、その責任を取って辞職する。その後父の他界を受けて佃製作所を継いだ。地道な努力によって会社を徐々に大きくしたが、現在でもロケットへの夢を諦めきれず、自社製品の中でもロケットエンジン用のバルブに力を入れている。社長ではあるものの経営者としての顔よりも技術者としての顔が強く、技術者としてのプライドを傷つける者や道理に反する者に対しては強い嫌悪感を持つ。
夢に夢中になる余り会社や家庭を顧みないことがあるため、家族や社員たちから反感を買うことも多く、妻との離婚や真野、中里の裏切りの原因となっている。
父の正弘が倒れて帰省した殿村を見舞ったとき、会社の技術を農業に生かそうと考える。（2018年版）
佃利菜（つくだ りな）
演 - 土屋太鳳
航平の娘。高校2年生 → 大学2年生。大学は慶應義塾大学理工学部に進学。理想ばかり追い求める両親を快く思っていなかったが、父のひた向きな姿勢に徐々に感化され、大学卒業後は帝国重工に就職。
当初、会話上のみ出て来た「マサヒコくん」は、最終回直前の「超緊急ドラマ特別企画・下町ロケット〜最終章〜」内、サイドストーリーのパートで正体が明かされた。（2015年版）
帝国重工入社後は宇宙航空部に所属しロケットエンジン開発に従事していたが、技術者として成長したい思いから、アメリカの宇宙開発会社の開発部研修生に応募して合格し、佃製を超えるような新しいバルブシステムを作ることを目標にする。（2018年度版）
佃和枝（つくだ かずえ）
演 - 倍賞美津子
航平の母。航平が会社を継ぐ以前は、専務として会社に関わっていたが、航平が社長に就任してからは役職を退いている。航平の離婚後は娘の利菜を母代わりに育ててきた。
原作では第1作と第4作『ヤタガラス』のみ登場。

### 佃製作所
山崎光彦（やまさき みつひこ）
演 - 安田顕
技術開発部部長で、航平の大学時代の後輩でもある。航平との信頼関係は特に強く、航平の最側近とも言える存在。7年前までは業界最大手のアスロテクニカで働いていたが、その腕を見込まれて技術開発部のリーダーとして佃製作所へ招かれた。根っからの研究者で普段は口数は少ないが、自身が携わる研究に関しては周りを圧倒する勢いで熱弁を振るったり、航平を侮辱する相手を咎めたりする事がある。
津野薫（つの かおる）
演 - 中本賢
営業第一部部長。航平を信頼し、その方針を受け入れ、営業第一部を引っ張っている。
唐木田篤（からきだ あつし）
演 - 谷田歩
営業第二部部長。営業第一部部長の津野とはライバル関係にある。元は外資系IT企業出身。徹底した合理的思考の持ち主で、理想ばかり追い求める航平や彼を支持する津野とは対立することもある。ロケットの「バルブシステム」においても営業担当のこともありライセンス契約をビジネスチャンスとして積極的に促進し、ライセンス契約を拒絶する技術部長の山崎とも対立することもあった。「ガウディ計画」に対しても当初は懐疑的だったが、人工弁開発にかける桜田社長の想いに心を動かされ、「ガウディ計画」への参画を受け入れる。
殿村直弘（とのむら なおひろ）
演 - 立川談春
佃製作所経理部部長（2015年版 - 2018年版第5話）
→ 米農家（2018年版第6話 - ）
白水銀行から出向。当初は不器用で無口な性格が災いし、航平をはじめ社員からは銀行の回し者として警戒されていた。しかし、ナカシマ工業との訴訟の際に銀行側が高額な取引を得るために敢えて訴訟はせずに和解に持ち込むように指示を出してきた事から銀行を退職、佃製作所に転職、正式な社員となる。佃製作所の職員となってからは、経理はもちろん航平の義憤による怒りを鎮める補佐役となっており、航平にとっては山崎に次ぐ側近的存在となっている。（2015年版）
新潟県燕市（原作では栃木県内）で300年続く米農家の一人息子。農家の跡を継がずサラリーマンとなったが、父の正弘が農作業中に倒れたため、看病と農作業の手伝いのため帰省。その後、週末ごとに帰省して農作業の手伝いをしている中で、実家の後を継ぐ決心をして佃製作所を退社する。
「ランドクロウ」の名で販売がスタートした佃製エンジン・トランスミッション搭載の帝国重工製農業用ロボット（トラクター、コンバイン）の顧客第一号となる。（2018年版）
江原春樹（えばら はるき）
演 - 和田聰宏
営業第二部係長。若手社員のリーダー的存在。大きな成果もなく、資金を浪費するばかりのロケットエンジンの開発については良く思っていないが、真野から協力を依頼された人工弁開発プロジェクト「ガウディ計画」では、航平から営業と開発チームのサブリーダーを任される。
迫田滋（さこた しげる）
演 - 今野浩喜
経理部係長。堅実な仕事ぶりと的確な意見により、江原と並び若手社員のリーダー的存在。江原と同様、社益を最優先的に考えるため、航平のロケットエンジンの開発については懸念を抱く。「ガウディ計画」では、彼の機転でPMEAの事前面談でガウディの開発の認可をしてもらうことにたどり着く。
埜村耕助
演 - 阿部進之介（2015年版）
技術開発部技術主任。帝国重工へのバルブシステム部品供給開始から3年後はバルブ開発のリーダーを務めている。
立花洋介（たちばな ようすけ）
演 - 竹内涼真
技術開発部技術者。中里の退社後、「ガウディ計画」チームのリーダーとなった。重責を感じながらも、ただひたすら実直に開発に没頭し、ついに新型人工弁「ガウディ」を完成させる。（2015年度版）
加納とともにトランスミッションの「バルブ開発」チームに加わる。リーダーの軽部とたびたび衝突することもあるが、誰もいない時間帯に再び会社に戻り開発に熱中しているのを目撃してからは関係も改善した。
アルファ1で発生した欠陥では、原因がトランスミッションにあると発見されるきっかけとなる一言を発した。（2018年版）
川本浩司
演 - 佐野岳（2015年版）
技術開発部技術者。ドラマオリジナルキャラクター。元々は小型エンジンの開発チームに所属していたが、ロケットエンジン用バルブシステム開発チームへ移動し、埜村とともに佃製作所の主力製品となったバルブシステムの開発に従事している。
鈴木健児
演 - 堀井新太（2015年版）
技術開発部技術者。ドラマオリジナルキャラクター。技術系専門学校を卒業後、佃製作所へ入社した。手先が器用で繊細な作業を得意としている。寡黙だが根は熱く、好きな技術の分野での集中力は抜群。実は元ヤンキー。
加納アキ（かのう あき）
演 - 朝倉あき
技術開発部技術者。大学院の修士課程終了後、家庭の事情で研究を断念し、佃製作所に入社した。「ガウディ計画」チームの紅一点として開発に携わる。
佃製作所のトランスミッション事業参入後は、立花とともにトランスミッションの「バルブ開発」チームに加わる。（2018年版）
軽部真樹男（かるべ まきお）
演 - 徳重聡（2018年版）
技術開発部技術者。トランスミッションの「バルブ開発」チームのリーダー。愛想がなく、開発が行き詰っていても定時退社するので、立花や加納とたびたび衝突した。その後島津の入社でリーダーを交代する。
定時退社の理由は、共働きの妻に代わって心臓に持病のある娘の通院のためであり、誰もいない時間帯に再び会社に戻り開発していた。当初は航平と山崎にだけ伝えていたが、立花と加納にも山崎から事実が伝えられたのち、軽部の姿を実際に目撃したことで関係が改善した。
技術者としての実力は確かで、島津からも全面的に信頼されている。
本田郁馬（ほんだ いくま）
演 - 山田悠介（2018年版）
技術開発部技術者。
佐伯文也（さえき ふみや）
演 - 松川尚瑠輝（2018年版）
技術開発部技術者。
上島友之（うえしま ともゆき）
演 - 菅谷哲也（2018年版）
技術開発部技術者。
仁科美咲（にしな みさき）
演 - ぼくもとさきこ
事務員。来客の接待を担当、そして帝国重工との提携関係のための調査の際に徹夜で仕事をすることになった際は夜食を作るなど社員を陰で支える存在となっている。
島津裕（しまづ ゆう）
演 - イモトアヤコ（2018年版）
帝国重工
→ ベンチャー企業「ギアゴースト」副社長
→ 大学講師のアルバイト
→ 佃製作所役員・トランスミッション開発チームリーダー
以前は帝国重工で天才エンジニアとして活躍していたが、ドラマ第2期が始まる5年前に当時の上司・奥沢によって総務部施設管理課に異動させられ退社し、同じく総務部に異動させられた伊丹とともに、ベンチャー企業「ギアゴースト」を設立した。
特許侵害の訴訟では佃製作所の協力を得て乗り切ったものの、その後、恩を仇で返す形で佃製作所を裏切り、ダイダロスと資本提携するという伊丹の暴走を止めることが出来ず、ギアゴーストを退社する。
退社後は大学講師のアルバイトをしていたが、航平の求めに同意して佃製作所に役員待遇の正社員として入社し、トランスミッション開発チームのリーダーを任される。

### 帝国重工
財前道生（ざいぜん みちお）
演 - 吉川晃司
帝国重工宇宙航空部部長。入社以来順調にエリートコースを歩んできて、純国産ロケット開発計画「スターダスト計画」を担当。町工場を経営していた父親がワンマンで無理な経営や製品開発を繰り返していたため、中小企業に対してあまりいい印象を持っていなかったが、ロケット開発の際に巡り合った佃製作所の技術力に感銘し、キーテクノロジーの内製化という方針の藤間社長を説得し、佃製バルブシステムの部品供給を実現させた。
その3年後、社内方針の変更により、部品供給業者をコンペにより選定することになり、佃製のバルブを搭載しようとするが、自身をライバル視する石坂と対立する。石坂の失脚後は藤間社長からロケット開発の全権を任され、同時に「ガウディ計画」への融資も取り付けた。（2015年版）
元上司の的場から協力を要請されるが、的場の自社利益中心的な考えを受け入れられず要請を蹴ったことで、ロケット開発から外され宇宙航空企画推進グループへ異動させられる。その後航平から殿村宅の稲刈り手伝いに誘われたことをきっかけに、衛星を活用して日本の農業を救うことに意欲を抱き、野木の自動走行制御システムを活用した無人農業用ロボットプロジェクトの立ち上げを企画する。
しかし、その企画を的場に横取りされ、野木との協力関係も破綻しかけるが、帝国重工機械製造部の失態や的場の失脚などで企画を取り戻し、佃製作所や野木、殿村らの協力で無人農業用ロボット「ランドクロウ」として結実させる。当初は苦心した販売実績も、キャラバン隊によるPRなどにより計画比を上回る実績をあげ、見事に成功させた。
キャラバン隊を独断で新潟県燕市に派遣した件が業務命令違反として役員たちの非難を受け、辞職の危機に陥るが、「日本の農業を救う」という理念に基づいたものであり、ランドクロウの社会的評価を向上させたと藤間が認め、不問に付したことで回避した。（2018年版）
藤間秀樹（とうま ひでき）
演 - 杉良太郎
帝国重工社長。技術部門出身で、純国産ロケット開発計画「スターダスト計画」において、ロケットの全てのキーデバイス内製化を成功させ、帝国重工を宇宙航空分野で世界のリーディング・カンパニーにすることを目標に掲げている。一度決めたことは絶対に変えない主義だが、ロケットは開発に携わる全ての人間の信頼関係が重要という信念も持ち合わせている。佃航平が藤間自身も開発に関わったJAXSのロケット「セイレーン」に関わり、打ち上げ失敗の責任を取らされJAXSを退職して実家の佃製作所を継いだ後、帝国重工製の性能をはるかに上回るバルブシステムを開発したことを財前から聞かされ、財前の説得に折れる形で己の信念を曲げ、佃製作所製のバルブシステム採用を決断した。財前からサヤマ製作所のバルブシステム性能評価結果改竄を知らされた際には、真偽がはっきりするまで全ての取引を白紙にし、最終的に担当部署の決定を覆し、佃製作所品の採用を決定した。（2015年版）
企業買収の失敗などで損失を出した事で的場が社長の後任候補に上がっていたが、的場の失態などから社長を続投し「スターダスト計画」も続行された。利益至上主義者の的場や沖田とは違い、「帝国重工は心を造っている」と話し、財前が役員会で出したダーウィンプロジェクトとのライセンス契約を快諾した。奥沢が自社製トランスミッションの欠陥可能性を隠蔽して野木に無礼を働いていたことに際して、直接頭を下げて野木に謝罪した。
佃製作所の技術力は高く評価しており、無人農業用ロボット開発の際には、第一次アルファ1の失敗原因が帝国重工製トランスミッションにあることを認めようとせず佃製作所を退けようとする奥沢に対して諌言し、結果奥沢の口から隠蔽を暴露させたほか、第三者機関の公平な比較の結果によって改良版の佃製トランスミッションの採用を厳命する。（2018年版）
富山敬治（とみやま けいじ）
演 - 新井浩文（2015年版）
宇宙航空部宇宙開発グループ主任で、新型水素エンジンの開発責任者を務める。プライドが高く感情の起伏の激しい一面を持つ。帝国重工が開発した新技術の特許がタッチの差で佃製作所が先に申請されたことで、佃製作所に対して敵対意識を持つようになる。佃製バルブを重視する財前に反発して水原に取り入り、佃製バルブの品質を落とそうとするが、燃焼実験の際にフィルターを帝国重工製に独断で変えたことで実験失敗を招き、財前からの信用を無くした。
ロケットの打上げから3年後は、部品供給業者をコンペにより選定すると社内方針変更を受けてサヤマ製作所へ接近し、石坂とともに脱佃製バルブを目論む。しかし石坂がサヤマ製作所から多額のリベートを受け取っていた行為に失望して見限り、財前のコアハートの高速耐久実験に協力した。サヤマ製作所との会談では素材についての相談を持ち掛ける、不正は許さない、などと技術者としてのプライドは失ってはいなかった。
水原重治（みずはら しげはる）
演 - 木下ほうか
宇宙航空部本部長。「にっこり笑って人を切る」といわれるほど冷徹な性格の持ち主だが、自身も藤間に切り捨てられることを恐れており、石坂とサヤマ製作所の不正が判明した際には財前側についた。（2015年版）
当初はキーテクノロジーの完全内製化を建前に佃製作所を軽視していたが、ヤタガラス7号機の打ち上げ時には新型エンジン用バルブシステムの短期間での開発を航平に直接懇願するなど、佃製作所の技術力やロケットに対する情熱を認めるようになる。また、的場の利益至上主義や出世至上主義を嫌って、財前が企画し的場が横取りした無人農業用ロボットプロジェクトの財前による当初案を秘密裏に藤間に渡したりもした。
的場の失脚後はその後任に就き、財前をプロジェクトリーダーに任命して全面的に指揮を任せる。財前が独断でランドクロウコンバインのキャラバン隊を新潟県燕市に派遣することやダーウィンの地図データをランドクロウ用に変換することを許可した際には、帝国重工としての体面を重視する姿勢から財前を叱責しつつも、最終的に容認しキャラバン指令センターの責任者として作業完遂に協力する。（2018年版）
石坂宗典（いしざか むねのり）
演 - 石井一孝（2015年版）
宇宙航空部調達グループ部長。ロケット部品の選定・購入を主担当とする。財前とはライバル関係にあり、ロケットのバルブシステムを中小企業である佃製作所に担当させた財前のやり方に反発し、サヤマ製作所と共同開発をした方がいいと考え、裏でリベートを受け取り佃製作所を追い落とそうとする。しかし、その不正行為を知らずに協力していた富山がそのことを知って落胆し石坂に見切りを付け、全ての裏工作を財前に暴露し、その結果藤間の怒りを買い失脚した。
安東仁
演 - 國本鍾建（2015年版）
ヘルス開発部門グループ部長。財前から「ガウディ計画」への融資を依頼されるも、未知の分野である医療機器開発に対するリスクなどから融資を断る。
溝口
演 - 六角慎司（2015年版）
生産管理部主任。富山の同期。田村のように怒りっぽくはないが、嫌味かつ陰湿な言動が目立つ。佃製作所のテストでは露骨に不利な評価をしようとしたが、「社名で評価に赴いた以上、評価は公正にすべき」という持論を持ち、部品供給を避けたい富山の協力要請を却下する。
田村
演 - 戸次重幸（2015年版）
審査部主任。富山の同期。怒りやすい性格。佃製作所には横暴に接するも、殿村に完全論破される。溝口と同様、佃製作所を客観かつ辛口評価したもののどのように見ても「優良企業」としてしか採点できず、「数字は勝手に動かせない（「優良企業」と評価された企業を個人的な感情で勝手に評価を下げたりできない、という意味）。」と言い放ち、富山の協力要請を却下する。
近田
演 - 近藤公園（2015年版）
宇宙開発事業部。佃製作所を見下しており、1回目の燃焼実験の失敗も佃製のバルブが原因であると決めつけていたが、実際には自分の担当であるバルブ燃焼実験用のフィルターを富山の要請で帝国重工製に交換していたことが実験失敗の原因であったことが判明してしまう。
浅木捷平
演 - 中村倫也（2015年版）
宇宙航空部技術者。実直な性格で、帝国重工技術陣の中では佃製作所の技術力を評価している。佃製作所に対する見方の違いに加え、まだ若手である事から先輩社員にはきつく当たられているが、財前からは信頼を得ている。
的場俊一（まとば しゅんいち）
演 - 神田正輝（2018年版）
帝国重工取締役、次期社長候補の筆頭で企業利益至上主義者で、会長の沖田勇からは次期社長候補として発破をかけられている。費用の割に利益の出ないスターダスト計画に反対しており、機械事業部部長時代に重田工業を冷血に切り捨て倒産させ、当時の部下だった伊丹大を左遷させて退職に追い込んだ。民間企業を軽視していた官僚の父を見返すために帝国重工に入社したが、自身は嫌っていた父の影響もあり傲慢な性格で、他人の意見には簡単に耳を貸さない。
財前に協力を持ち掛けるが、拒絶されると財前をロケット開発の現場から外したり、財前の提案した無人農業用ロボットプロジェクトの企画を横取りしてトランスミッションの内製化を勝手に進めたり、下請け会社の取引を引き上げてダーウィンプロジェクトの出荷停止に追い込むなど、奥沢とともに様々な妨害工作を行ってきた。しかし、逆にダーウィンプロジェクトに参加していたダイダロスをはじめとする下請け各社から下請法違反で公正取引委員会に告発されたほか、週刊誌からも取材攻勢を受け、沖田からも見限られて取締役の辞任に追い込まれた。
奥沢靖之（おくさわ やすゆき）
演 - 福澤朗（2018年版）
機械製造部長。的場取締役の側近。島津裕の元上司で、トランスミッションの開発提案を真っ向から否定し、島津を退職に追い込んだ。
財前の提案した無人農業用ロボットプロジェクトの企画を横取りした的場の妨害工作に加担。公開デモンストレーションではダーウィンの対抗馬にアルファ1という大型トラクターを用意したが、案山子を轢き倒し横転するなど失敗に終わったばかりか、トランスミッションの不具合を隠蔽したとして藤間に糾弾されてプロジェクトからの降板を命じられる。的場が下請法違反で告発されると、掌を返すように的場から身を引いた。
沖田勇（おきた いさむ）
演 - 品川徹（2018年版）
帝国重工会長。スターダスト計画で赤字を拡大させた藤間社長のやり方を快く思っておらず、的場を次期社長に据えることで藤間を追い落とそうとする。下請法違反で的場を取締役から辞任させた後も藤間の失脚を狙う。
安本年男
演 - 古坂大魔王（2018年版）
審査部信用管理室。ドラマオリジナルキャラクター。奥沢の大学時代の後輩で、彼の指示でギアゴーストを買収しようとしていた佃製作所を排除するために信用調査を行った。事前に提示した内容と異なる資料を要求したが、事前にその事を予測していた殿村が資料を用意していたことで失敗に終わる。当初は佃製作所を軽視していたが、航平らの考えに触れたことで調査後は彼らの技術力を評価するようになる。

### 弁護士
神谷修一（かみや しゅういち）
演 - 恵俊彰
神谷・坂井法律事務所代表。モットーは「負ける裁判はしない」。知的財産権訴訟専門で、裁判での勝率は8割（残りの2割は勝訴に等しい和解）の凄腕弁護士。元田村・大川法律事務所所属だったが、ナカシマ工業のやり方に反発して独立した。
ナカシマ工業との訴訟において佃製作所の企業弁護士・訴訟代理人を務め、逆訴訟を提案して事実上勝訴となる和解を勝ち取る。裁判終了後は正式に佃製作所の顧問弁護士となり、佃製作所から盗んだ設計書によるバルブを人工心臓『コアハート』に採用した日本クラインに対して佃製作所が取得していたバタフライバルブの基本特許を示して特許侵害と特許使用未許可を通告し、コアハートの製造中止を要求した。(2015年版)
ギアゴーストがケーマシナリーから特許侵害で告訴された際に航平から協力を求められ、クロスライセンス契約の締結や佃製作所によるギアゴースト買収を提案したほか、のちにギアゴースト内部にケーマシナリー側と内通している人物がおり、その正体が中川と内通していた末長であることを突きとめる。さらにケーマシナリーが特許侵害を主張していた内容が実は別の人物が過去に発案し一般公開していた技術情報であったことを航平らが発見したことでギアゴーストの弁護を引き受け、見事に勝訴を勝ち取った。
のちに帝国重工の下請け業者が大挙して下請法違反を告発した際には音頭を取ったのがダイダロスでありその法律顧問に中川が就いている事実を航平に知らせた。（2018年版）
中川京一（なかがわ きょういち）
演 - 池畑慎之介
ナカシマ工業の顧問弁護士。国内最大手の田村・大川法律事務所所属。技術系の企業法務の分野では名の知れた優秀な弁護士で、卓越した法廷戦略で佃製作所を追い詰めていくが、裁判では露骨な裁判引き伸ばしが仇となって敗訴した。その後日本クラインからコアハートの医療事故に対する弁護を依頼されるが、佃製作所が関わっていると知ると弁護を辞退した。
ケーマシナリーの顧問弁護士でもあり、ギアゴーストを特許侵害で訴えるも、第1回口頭弁論で神谷に論破されたばかりか、ギアゴーストの開発情報を金銭で提供させるなど顧問弁護士の末長との癒着まで暴露され、末長とともに不正競争防止法違反容疑で逮捕される。出所後、ダイダロスの法律顧問に就任、帝国重工の下請法違反を、ダイダロスをはじめとする下請法各社とともに公正取引委員会に告発した。（2018年版）
田辺弁護士
演 - 阿藤快（2015年版第1話）
先代からの佃製作所の顧問弁護士。知的財産権に関する知識は乏しく、ナカシマ工業との裁判において航平と衝突し、顧問弁護士を降りた。
末長孝明（すえなが たかあき）
演 - 中村梅雀（2018年版）
ギアゴースト顧問弁護士。表向きは訴訟対応していたが、後に中川京一と癒着して金銭で開発情報を漏洩していた件を伊丹と島津に抑えられ、顧問弁護士を下ろされた。裁判の後で中川とともに不正競争防止法違反容疑で逮捕される。
青山賢吾（あおやま けんご）
演 - 中山優貴（2018年版）
中川の助手を務める弁護士。

### ナカシマ工業（2015年版）
三田公康（みた きみやす）
演 - 橋本さとし
事業企画部法務グループマネージャー。他社の特許の隙間を突いて製品を模倣して新たに特許を申請、元の製品を開発した社を特許侵害で訴え、更にはあらゆる手段で裁判を引き延ばすことで相手側が破滅するころに和解案を持ちかけ、事実上下請け企業に組み込むやり方で多くの中小企業を追い落としてきた。佃製作所に対しても同様の手段で訴訟を起こすも、神谷の尽力に加え、中小企業を見下す発言が新聞に掲載されたことで上層部からの信頼を失い失脚した。
大泉
演 - 大河内浩（第2話）
ナカシマ工業部長。三田の上司。

### 白水銀行（2015年版）
柳井哲二
演 - 春風亭昇太
蒲田支店融資課長。殿村の上司。根木と同様に最初は佃製作所を蔑む発言をしたものの、いざナカシマ工業に勝訴となり佃製作所に高額の賠償金が入るとなると急に態度を変え、再度取引を持ちかける。当然、航平と殿村はこの態度を大変不快に感じており、叱責され取引は却下された。
根木節生
演 - 東国原英夫
蒲田支店支店長。佃製作所とナカシマ工業の訴訟の際には佃製作所がナカシマ工業の傘下に入れば高額な取引ができると考え、佃製作所への資金援助を拒否した。ナカシマ工業の敗訴後に再び佃製作所に取引を持ちかけるも、その露骨な姿勢を航平に叱責され、出向させていた殿村にも離反された挙句、メインバンクを東京中央銀行に変えられるという失態を犯す。

### JAXS（2015年版）
和泉沙耶（いずみ さや）
演 - 真矢ミキ（2018年版）
航平の元妻。JAXS研究員。会社を継いでから利益ばかり追い求める夫に愛想を尽かして離婚したが、交流自体は続いており、ナカシマ工業との訴訟では知り合いの神谷弁護士を紹介した。
原作では第1作のみ登場。第4作『ヤタガラス』では名前のみ登場する。
三上孝
演 - 吉見一豊
航平の元同僚。JAXS研究員。

### 北陸医科大学（2015年版）
一村隼人（いちむら はやと）
演 - 今田耕司（2018年版第1話）
北陸医科大学教授。心臓外科医。「ゴッドハンド」と呼ばれる高い技術力を持った一流の外科医で元は貴船の弟子だったが、「コアハート」のアイデアを横取りされた。一度は「コアハート」実用化のために身を引くも、北陸医科大学へ飛ばされた。その後、「重度の弁膜症で苦しんでいる子供たちを救いたい」という熱い思いから、真野とともに新型人工弁「ガウディ」の開発に取り組み、真野の働きかけにより佃製作所へ協力を申し出る。
原作では第2作『ガウディ計画』のみの登場だが、ドラマでは2018年版にも、ゴースト編の第1話のみ福井で佃、立花、加納等と再会する場面で登場している。佃達に、中島のサッカー試合に誘った。
真野賢作
演 - 山崎育三郎
佃製作所技術開発部技術者
→ 北陸医科大学研究員
佃製作所時代は小型エンジンの開発に従事し、ロケットエンジンを重視している航平の方針に強い不満を持っており、帝国重工に納品するバルブを不合格品とすり替える事件を起こし、退職した。
その後は航平と山崎の尽力で先端医療研究所に再就職したが、そこで一村と出会い、彼の下で人工弁「ガウディ」の開発に携わる中、「ガウディ」を実現する技術を持っているのは佃製作所しかないと考え、かつての行いを謝罪し、佃製作所に協力を願い出る。福井に行く前はアジア医科大学で「コアハート」開発に携わっていたことがある。
高橋圭太
演 - 高橋曽良
一村教授の患者。小学生。
中島聖人
演 - 庵原匠悟
一村教授の患者。小学生。終盤で容体が悪化するも、「ガウディ」の臨床患者第一号として手術が行われ、無事に成功した。（2015年版）
その後立花達と再会した際にはサッカーが出来るまでに回復し、ガウディ患者で構成されるサッカーチームに所属している。（2018年版）
一村教授と同様、原作では第2作『ガウディ計画』のみの登場だが、ドラマでは2018年版にも、ゴースト編の第1話のみ容体が快復した姿で登場している。

### 桜田経編（2015年版）
桜田章
演 - 石倉三郎
株式会社サクラダ社長。重い心臓弁膜症を抱えていた娘の死、そして一村との出会いを機に一念発起し、経編専門会社「桜田経編」を実弟に任せ、「株式会社サクラダ」を設立した。娘に何もしてやれなかったことに対して深く後悔し、「娘のような子供を救うことがせめてもの罪滅ぼしだ」と考え、人工弁「ガウディ」を完成させることに人生を捧げている。
桜田結
演 - 吉田美優（ami〜gas）
章の娘。重度の心臓弁膜症を抱えていた。血栓により移植された人工弁の不具合を起こし、17歳の若さで他界した。
桜田努
演 - 永澤俊矢
桜田経編社長。章の弟。兄の会社に融資をしてはいるが、社内では不満や反発も多い。

### アジア医科大学（2015年版）
貴船恒広
演 - 世良公則
アジア医科大学教授。心臓外科部長。「コアハート」プロジェクトに携わる。医学界の次期学長候補。日本クラインの経済的・技術的な後ろ盾を得て、世界最小・最軽量の画期的な人工心臓「コアハート」の開発に携わるが、日本クラインからは「コアハート」開発のための飾りとしか見られていない。かつては患者の事を第一に考える医者だったが、出世を重ねるうちに自分の出世のためなら手段を選ばない性格となり、成功すれば部下の手柄を横取りし、失敗すれば部下のせいにして左遷することで、現在の地位を築いてきた。
かつて左遷した一村が新型人工弁開発をしていると知ると、それを自らの手柄としようと目論み、サヤマ製作所と結託、更に交流があるPMEAの審査官である滝川を抱き込み「ガウディ計画」頓挫を目論む。「コアハート」の治験患者死亡を受けて全責任を巻田に押し付けたが、そのことがきっかけで外部に告発され、告発記事が掲載され週刊誌が発売されたことで失脚した。
巻田真介
演 - 横田栄司
アジア医科大学心臓外科医。貴船の部下で「コアハート」の移植手術を担当するも、貴船の代理で学会に出席中に治験患者の急死を受け、全責任を押し付けられたため、報復としてフリージャーナリストの咲間に告発した。当初は高知にある系列病院に左遷されかけるも、彼が告発したことを知った貴船により白紙に戻される。
葛西
演 - 中村歌昇
アジア医科大学研修医。

### サヤマ製作所（2015年版）
椎名直之
演 - 小泉孝太郎
株式会社サヤマ製作所社長。NASA出身。徹底した実力主義者で、父親が経営していた町工場をアメリカ型経営に路線変更することで急速に拡大し、ベンチャー企業化したやり手。技術者としても優秀だが、佃航平とは逆に技術者としての顔よりも経営者としての顔の方が強い。社長に就任後は、自ら人脈で他社のトップとも直接交渉することで大手メーカーとの取引を立て続けに取り付け、会社の売り上げを倍の40億まで伸ばしたが、強引なやり方から同業者からの評判はあまり良くない。父の死後、大手企業に特許や機材など全ての権利を奪われて苦労した事から、大企業のトップに立つことを野望としてアメリカに渡り、NASAの技術者にまで上り詰めた。
佃製作所をライバル視しており、日本クラインや帝国重工の石坂と結託して追い落とそうとした。「コアハート」治験患者の死亡を受けて自社の不正が公になるが、逮捕前に航平と対峙するも頑なに非を認めなかった。しかし、航平の叱責や彼から亡き父の残した特許技術が打ち上げ予定のロケットに使われることを聞かされて改心し、出所後は再び技術者としての道を進み始めた。
やり方こそ強引だったが、その技術力は本物で、航平たちが7年かけた開発をたったの3年で完成させ、最終話のエピローグでは、打ち上げに成功したロケットに搭載された佃製の新型バルブよりも高性能なバルブを出所から僅かな期間で完成させている。
中里淳
演 - 高橋光臣
佃製作所技術開発部技術者
→ サヤマ製作所開発部技術者
かつては大手メーカーの研究機関に勤務していたが、実力が重視される世界を求めて佃製作所に入社し、技術者として働いていた。プライドが高く、ほかの技術者にはないような野心を持っているが、それ故航平や山崎とは対立しており、日本クラインの一件で会社に不満を持ち、山崎が改良したバルブの設計図を持ち出す形で退社し、ライバル企業であるサヤマ製作所に入社した。サヤマ製作所では「コアハート」のバルブ開発に携わるも、治験患者の死亡を受けて徐々に不信感を持つようになり、真相を知るために接触してきた航平の言葉を受けて考えを改め、設計図を持ち出したことを告白した。
横田信生
演 - バカリズム
開発部技術者。中里の転属前は「コアハート」のバルブ開発に携わっていたが、中々成果が出なかったために担当を外された。自分が担当を外れてからバルブの性能が飛躍的に向上したことに疑問を持ち、中里にデータの提供を依頼した。
月島尚人
演 - 福田転球
開発部マネージャー。外資系企業の開発部門マネージャー職を経て、専門とする機械工学分野での輝かしい実績を持つ。椎名の指示で中里が持ち出した「コアハート」の設計図を日本クラインに持ち込んで開発権を手に入れたが、その後は開発が上手くいかなかったために実験データを偽装した。データ偽装の結果による事態の深刻さを受け、罪に問われるのを覚悟で事実を告発した。
椎名直久
演 - 吉田類（最終話）
椎名直之の父。サヤマ製作所の先代社長。「トップクラスでは意味ない。やるならトップを目指せ」が口癖で子の直之には会社を日本のトップに上り詰めて譲ろうと目論んでいたものの大手企業に特許や機材の全てを奪われ、業績不振に陥っても社員を誰一人解雇せず一人で責任を抱え、過労が祟り病死した。しかし彼の死後に生前に開発した製品そして技術力が認められ、ついに「トップ」を獲った。子の直之とは逆に航平と同様、経営者としての顔よりも技術者としての顔が強い。

### 日本クライン（2015年版）
久坂寛之
演 - 平岳大
日本クライン製造部長。外資を渡り歩いてきた老獪な策士で、気取った雰囲気のある男。佃製作所に「コアハート」の人工弁開発を依頼したが、サヤマ製作所のほうが安価で製造できると知ると、サヤマ側と結託した。貴船の失脚後は佃製作所に再度人工弁開発の依頼をするも、人工弁のバルブが佃製作所が3年も前に申請し、認可されていた特許に違反していたため、切り捨てられた。
藤堂保
演 - 瀧川英次
日本クライン製造部企画チームマネージャー。久坂の部下で、ともに不正行為を行った代償として佃製作所に切り捨てられた。

### PMEA（2015年版）
滝川信二
演 - 篠井英介
独立行政法人医薬品医療器具総合機構（PMEA）の審査員。かつて大手外資系医薬品メーカーで新薬の開発に長く携わっており、その後PMEAへ転職した。以前から貴船と結託しており、一村の手柄を横取りしようとする貴船に同調し、「ガウディ」計画を頓挫させようとする。事前審査では露骨な態度で審査を棄却しようとするが、3度目の審査会において航平に自身が貴船と癒着している証拠を暴露されたことで審査官を外された。
山野辺敏
演 - 大鷹明良
PMEAの審査リーダー。滝川の言いなりになっていたが、彼が貴船と内通していたことを知ると、毅然とした態度で突き放した。その後は公正な審査を行い、「ガウディ」の動物実験を勧めた。

### その他（2015年版）
徳田
演 - ルー大柴（第1話）
京浜マシナリーの調達部長。
大場
演 - 大石吾朗（第1話）
慶應義塾大学理工学部教授。航平の恩師。
村田
演 - 小松利昌（第1話）
裁判官。佃製作所がナカシマ工業から訴訟されたステラエンジン訴訟を担当していたが、人事異動により田端裁判官に引き継ぐ形で異動した。
田端耕二
演 - 上杉祥三（第2話）
裁判官。佃製作所がナカシマ工業へ逆訴訟したステラエンジンの特許侵害訴訟と村田裁判官から引き継いだステラエンジン訴訟を担当。大企業擁護派として知られ、佃製作所とナカシマ工業の訴訟から過去3年間に担当した裁判では21件中18件は大企業に有利な判決を下していた。しかしその18件は実際に大企業に有利な状況だっただけで、本来は公正な判断を下せる人物。佃製作所とナカシマ工業との裁判において、当初は佃側に不利に訴訟指揮を執っているように見えたが、最終的には佃側の主張をほぼ全面的に認めた。
高瀬
演 - 成河（第2話）
毎朝新聞の記者。父親は中小企業の経営者だったが、ナカシマ工業の策略で倒産したことから、神谷の依頼を受けてナカシマの卑劣な戦略を暴く記事を掲載した。
財前信生
演 - 田村泰二郎（第3話）
財前の実父。「財前化工」を経営していたが、ワンマン経営で無茶な新製品開発を行っては失敗を繰り返し、そのしわ寄せを社員や家族に押し付けていたため、社員や息子からは快く思われていなかった。
青山洋貴
演 - 金剛地武志（第3話）
「タカモリ電工」人事課社員。
小西悟
演 - 児島功一（第8話）
コア・ハートの被験者。コアハートの移植手術を受けるも、人工心臓の不具合により病死した。
咲間倫子
演 - 高島彩（第9話 - 最終話）
フリージャーナリスト。夫を医療事故で亡くした事から医療事故関係の取材を続けている。巻田の依頼で彼からコアハートの設計図を入手し、更に横田から入手した実験データを手に佃製作所に真相究明の協力を依頼する。
ジャーナリストとしてはとても有名で椎名もその名を知っていた。
飯塚
演 - ヨシダ朝（最終話）
『週刊ポスト』編集長。貴船率いるアジア医科大学とサヤマ製作所から信用棄損訴訟を受けて、コアハートの実験データ偽装の記事の掲載を見送るも、航平の頼みで掲載を認めた。

### ギアゴースト（2018年版）
伊丹大（いたみ だい）
演 - 尾上菊之助
ベンチャー企業「ギアゴースト」の社長。かつては帝国重工の機械事業部で事業企画を担当していたが、ドラマ第2期が始まる5年前に的場の策略で「帝国重工の『墓場』」と呼ばれる総務部施設管理課に異動させられて退社し、同じく総務部に異動させられた島津とともにベンチャー企業「ギアゴースト」を設立し、5年の歳月を掛けて大きく成長させる。
特許侵害の訴訟では佃製作所の協力を得て乗り切ったものの、総務部に異動させられた真相を重田から聞かされ、島津の同意なしに独断で佃製作所との事業提携を解除し、ダイダロスとの資本提携を進める。的場への復讐後、ダーウィンのトランスミッションに欠陥があったことが判明しダーウィンは開発中止に追い込まれてしまう。
シャフトのライセンス契約を得るため何度も佃製作所を訪れるがこれまでの行いから門前払いを受け、航平から拒絶される。しかし結局、農家や企業のことを考えた航平と財前の努力でライセンス契約を結ぶことが実現する。
柏田宏樹（かしわだ ひろき）
演 - 馬場徹
ベンチャー企業「ギアゴースト」のエンジニア。ギアゴーストが佃製作所に買収されることに反発する。
坂本菜々緒（さかもと ななお）
演 - 菅野莉央
ベンチャー企業「ギアゴースト」のエンジニア。伊丹が持っていた買収の書類を見てしまう。
氷室彰彦（ひむろ あきひこ）
演 - 高橋努
島津が退社後に入社した開発主任。自信過剰で傲慢。トランスミッションの不具合のクレームを隠蔽していた件を伊丹に糾弾され、不具合も改善できずに退社した。
堀田文郎（ほった ふみろう）
演 - 宮尾俊太郎（第8話 - ）
ベンチャー企業「ギアゴースト」の中堅エンジニア。柏田の上司、氷室の部下。

### ダイダロス関係者（2018年版）
重田登志行（しげた としゆき）
演 - 古舘伊知郎
小型エンジンメーカー「ダイダロス」の社長。「性能」を重視する佃製作所とは対照的に「コストの低さ（安さ）」を重視しており、「エンジンは、動きさえすれば良い」と考えている。
かつては帝国重工の下請け企業「重田工業」の二代目社長だったが的場主導による帝国重工からの「下請け切り」に遭ったことで倒産に追い込まれ、その後死去した父親の隠し資産を使って経営危機に瀕していたエンジンメーカーを買収し現在のダイダロスに育て上げた。技術者よりも経営者としての顔が強いが、かつて重田重工で働いていた社員一人一人のことを覚えているなど、会社への愛着が強い面も見られる。
自分達を破滅へと追い込んだ的場に対して復讐を誓い、的場の元部下だった伊丹に総務部に異動させられた真相を話し、仲間に引き入れる。復讐後は上記の伊丹同様、開発中止に追い込まれたが、航平と財前によって事態を免れることができた。
重田登志信（しげた としのぶ）
演 - 中尾彬（特別出演）
重田登志行の父。「重田工業」の創業者で会長だったが、倒産後、元々心臓が弱かったこともあり、失意のうちに死去。

### ダーウィン・プロジェクト（2018年版）
戸川譲（とがわ ゆずる）
演 - 甲本雅裕
「キーシン」社長。かつて野木に共同研究を持ちかけるも、それに便乗して開発データを窃盗した。
北堀哲哉（きたほり てつや）
演 - モロ師岡
「北堀企画」社長。ダーウィンの宣伝を担当している。
蔵田慎二（くらた しんじ）
演 - 坪倉由幸
「ヤマタニ」調達部長。
入間尚人（いるま なおと）
演 - 丸一太
「ヤマタニ」工場長。

### 殿村家（2018年版）
殿村正弘（とのむら まさひろ）
演 - 山本學
殿村直弘の父。新潟県燕市で300年続く米農家の12代目。独りで米作りを続けていたが倒れてしまう。手術は成功して無事回復し、佃製作所を退職した直弘とともに米作りに取り組む。
当初は無人農業用ロボットに嫌悪感を示し、航平から依頼された実用化テストへの協力要請も拒んでいたが、実は日本の農業に危機感を抱き何とかしたいという思いを抱いていた。航平や財前の「無人農業用ロボットで、日本の農業を救いたい」という強い思いに感動して協力を快諾した。
無人農業用ロボットにも強い興味を示すようになり、顧客第1号（トラクター、コンバイン）となる。コンバイン納品時には地図データの設定を自分にやらせてほしいと申し出た。直弘によれば、以前はスマホさえ扱えなかったが、今やパソコンで田圃のデータを調べるほどにICT農業への関心を強めており、ランドクロウの操作も完璧にこなしている。
殿村恭子（とのむら きょうこ）
演 - 立石涼子
殿村の母。
殿村咲子（とのむら さきこ）
演 - 工藤夕貴
殿村の妻。佃製作所を退社して農家を継ぎたいという殿村を後押しする。

### 農業法人（2018年版）
稲本彰（いなもと あきら）
演 - 岡田浩暉
殿村の同級生で農業法人の中心人物。
吉井と結託して殿村を農業法人に加入させようとするが拒否され、自主ブランドで米を販売する殿村家に様々な嫌がらせをしていた。陰湿な面もあるが米作りには真剣に取り組んでおり、台風襲来で稲刈りのピンチになったときには殿村を頼り、佃製作所と帝国重工の協力で40町歩に及ぶ田の稲刈りを完結した。
何台かのコンバインを下取りに出して農林協からダーウィンを購入し使用していたが、件の稲刈りを機にランドクロウの実力を認め、最終的には追加でランドクロウトラクターも購入した。
吉井浩（よしい ひろし）
演 - 古川雄大
新潟県燕市にある農林業協同組合の職員。地元の大農家の三男坊で、自分の気に入らない相手は見下した態度をとる。
稲本と結託して殿村を農業法人に加入させようとするが拒否され、自主ブランドで米を販売する殿村家に様々な嫌がらせをする。台風襲来の際にも、稲刈りのピンチに喘ぐ稲本に対して無責任な態度をとったことで殿村の怒りを買った。

### その他（2018年版）
野木博文（のぎ ひろふみ）
演 - 森崎博之
北海道農業大学教授。航平の大学時代からの友人。戸川から開発データを窃盗された被害者。
自動走行制御システムの第一人者でそのため財前が考案した無人農業ロボットの開発には野木の協力が不可欠だったが、上記の窃盗のこともあって民間には手を貸さないことを決めていた。しかし航平の説得、財前の人望、帝国重工と佃製作所のものづくりに対する姿勢を見て、プロジェクトに協力することを決めた。
モデルはドラマの技術監修も行った北海道大学農学部教授の野口伸で、演じた森崎と一緒に講演会を行っている。
神田川敦（かんだがわ あつし）
演 - 内場勝則
「ケーマシナリー」知財部長。
辰野（たつの）
演 - 六角精児
「大森バルブ」営業部長。
蒔田（まきた）
演 - 山本圭祐
「大森バルブ」営業。
浜畑首相
演 - 森次晃嗣
内閣総理大臣。的場の下請けいじめの件を知っていたのか、アグリジャパン会場で彼に自分達のトラクターも見てもらうよう言われた際には、公衆の面前で下請けいじめを糾弾して突っぱねた。

## スタッフ

### 2015年版・2018年版 共通
- 原作 - 池井戸潤
- ナレーション - 松平定知
- 音楽 - 服部隆之（2015年版はメインテーマのみ）、兼松衆、田渕夏海、中村巴奈重（兼松・田渕・中村→2018年版は音楽協力）
- 法律監修 - 鮫島正洋（内田・鮫島法律事務所）
- プロデューサー - 伊與田英徳
- 演出 - 福澤克雄、田中健太
- 製作著作 - TBS

### 2015年版（スタッフ）
- 原作 - 『下町ロケット』（小学館文庫刊）、『下町ロケット2 ガウディ計画』（小学館刊）
- 脚本 - 八津弘幸、稲葉一広（ガウディ編）
- 脚本協力 - 稲葉一広（ロケット編）
- ナレーション - 古谷有美（特別篇）
- 弁護士監修 - 國松崇（TBS）、池田大介
- プロデューサー - 川嶋龍太郎
- 演出 - 棚澤孝義

### 2018年版（スタッフ）
- 原作 - 『下町ロケット ゴースト』『下町ロケット ヤタガラス』（小学館刊）
- 脚本 - 丑尾健太郎、槌谷健、神田優、吉田真侑子
- 脚本協力 - 槌谷健、吉田真侑子、神田優
- 劇中歌 - LIBERA 「彼方の光」[38][39]「ヘッドライト・テールライト」[40]
- 弁護士監修 - 羽田野昌子
- 無人トラクター監修 - 野口伸（内閣府SIP）[41]
- 宇宙航空技術監修 - 堀秀輔 (宇宙航空研究開発機構（JAXA）) [42]
- 特別協力 - 新潟県燕市
- 映像協力 - 国立研究開発法人宇宙航空研究開発機構（JAXA）
- 撮影技術協力 - クボタ
- 撮影協力 - 新潟放送
- 撮影特別協力 - フジキン、桂川精螺製作所、イサミコーポレーション
- 技術指導 - 富士精工、堤正信
- 画面制作 - 本田貴雄、PDトウキョウ
- 動画素材 - PIXTA
- ロケットエンジン運搬協力 - 赤帽 ひろせ運送、ツルミ梱包、椿運輸
- プロデューサー - 峠田浩
- 演出 - 青山貴洋、松木彩

## 放送日程

### 2015年版（放送日程）
| 編                                                                          | 各話   | 放送日         | サブタイトル                                                                   | 脚本              | 演出     | 視聴率 |
| --------------------------------------------------------------------------- | ------ | -------------- | ------------------------------------------------------------------------------ | ----------------- | -------- | ------ |
| ロケット編                                                                  | 第1話  | 2015年10月18日 | ジャパン・ドリーム感動物語の誕生!! 中小企業が大企業に勝負！涙…！夢とプライド   | 八津弘幸          | 福澤克雄 | 16.1%  |
| ロケット編                                                                  | 第2話  | 10月25日       | 娘の愛で20億買収の危機を救えるか 15分枠大SP                                    | 八津弘幸          | 福澤克雄 | 17.8%  |
| ロケット編                                                                  | 第3話  | 11月01日       | 新たな敵・帝国重工が牙をむく！                                                 | 八津弘幸          | 棚澤孝義 | 18.6%  |
| ロケット編                                                                  | 第4話  | 11月08日       | 反撃開始！下請けの屈辱をはらせ!!                                               | 八津弘幸          | 田中健太 | 17.1%  |
| ロケット編                                                                  | 第5話  | 11月15日       | ロケット編完結 涙と感動の打ち上げ                                              | 八津弘幸          | 福澤克雄 | 20.2%  |
| ガウディ編                                                                  | 第6話  | 11月22日       | NASAからの刺客！医療編へ                                                       | 八津弘幸 稲葉一広 | 福澤克雄 | 17.8%  |
| ガウディ編                                                                  | 第7話  | 11月29日       | 反撃開始!! 町工場vs医療の野望                                                  | 八津弘幸 稲葉一広 | 棚澤孝義 | 17.9%  |
| ガウディ編                                                                  | 第8話  | 12月06日       | 佃&財前、まさかの敗北…逆襲を狙え!!                                             | 八津弘幸 稲葉一広 | 田中健太 | 20.4%  |
| ガウディ編                                                                  | 第9話  | 12月13日       | 最終回前15分拡大!! 財前失脚…佃vs椎名！技術は嘘をつかない                       | 八津弘幸 稲葉一広 | 福澤克雄 | 18.2%  |
| ガウディ編                                                                  | 最終話 | 12月20日       | 裏切り者は許さない 日本プライドを持て！ ロケットの夢・人工弁の夢を打ち上げろ!! | 八津弘幸 稲葉一広 | 福澤克雄 | 22.3%  |
| 平均視聴率18.5%（視聴率はビデオリサーチ調べ、関東地区・世帯・リアルタイム） |        |                |                                                                                |                   |          |        |

- 第1話は、21時 - 22時48分の54分拡大放送。
- 第2話と第9話は、21時 - 22時9分の15分拡大放送。
- 第5話は、『世界野球プレミア12 予選ラウンド第5戦 日本×ベネズエラ』放送のため、22時35分 - 23時29分の95分繰り下げ放送。
- 最終話は、21時 - 22時19分の25分拡大放送のうえ、その前座に『超緊急ドラマ特別企画・下町ロケット〜最終章〜』（19時 - 21時）も別途放送。

### 2018年版（放送日程）
| 編                                                                           | 各話   | 放送日         | サブタイトル | 脚本                         | 演出              | 視聴率 |
| ---------------------------------------------------------------------------- | ------ | -------------- | --- | ---------------------------- | ----------------- | ------ |
| ゴースト編                                                                   | 第1話  | 2018年10月14日 | 新シリーズ幕開け！ロケットから撤退か？ 夢を諦めずに立ち向かえ!!                                                                                 | 丑尾健太郎                   | 福澤克雄          | 13.9%  |
| ゴースト編                                                                   | 第2話  | 10月21日       | 15億円をかけた戦早くも大ピンチ！ 愛とプライドをかけろ!!                                                                                         | 丑尾健太郎                   | 福澤克雄          | 12.4%  |
| ゴースト編                                                                   | 第3話  | 10月28日       | 大逆転なるか！牙をむいた帝国重工に立ち向かえ | 丑尾健太郎                   | 田中健太          | 14.7%  |
| ゴースト編                                                                   | 第4話  | 11月04日       | 涙の別れ！鬼の経理が退社!!裏切者は誰？逆襲へ | 丑尾健太郎 槌谷健            | 田中健太          | 13.3%  |
| ゴースト編                                                                   | 第5話  | 11月11日       | 完結！ゴースト編〜負けたら終わり！ 予想不可能な展開!!逆転なるか!?                                                                               | 丑尾健太郎 槌谷健            | 田中健太          | 12.7%  |
| ヤタガラス編                                                                 | 第6話  | 11月18日       | 新シリーズに突入！ この国の未来のために〜帝国重工との対決                                                                                       | 丑尾健太郎 槌谷健 神田優     | 福澤克雄          | 13.1%  |
| ヤタガラス編                                                                 | 第7話  | 11月25日       | 帝国重工が佃をつぶしにかかる！逆転へ | 丑尾健太郎                   | 青山貴洋          | 12.0%  |
| ヤタガラス編                                                                 | 第8話  | 12月02日       | 大企業に復讐しろ！ 中小企業VS帝国重工食うか食われるか!?                                                                                         | 丑尾健太郎 神田優            | 田中健太 福澤克雄 | 11.5%  |
| ヤタガラス編                                                                 | 第9話  | 12月09日       | 最終章突入！ 帝国の隠ぺい工作を暴けるか無実の親友を救え！                                                                                       | 丑尾健太郎 吉田真侑子 神田優 | 田中健太          | 12.6%  |
| ヤタガラス編                                                                 | 第10話 | 12月16日       | 最終回前SP〜 台風から親友と米を救え・佃プライド！総力戦で立ち向かえ！                                                                           | 丑尾健太郎                   | 松木彩            | 15.5%  |
| ヤタガラス編                                                                 | 最終話 | 12月23日       | 最後の大逆転なるか 悪党たちに立ち向かえ夢に向かって走れ！                                                                                       | 丑尾健太郎 吉田真侑子        | 福澤克雄          | 16.6%  |
| 平均視聴率 13.6%（視聴率はビデオリサーチ調べ、関東地区・世帯・リアルタイム） |        |                | |                              |                   |        |
| 特別編                                                                       | 特別編 | 2019年01月02日 | 新ステージに突入!最愛の人を守るために諦めるな!! 2019年も元気に大逆転なるか!? ジャパン・ドリームは自然の猛威に勝てるか 佃プライドで挑む感動物語! | 丑尾健太郎                   | 福澤克雄          | 14.0%  |

- 第1話は、21時5分 - 22時24分の5分繰り下げ・25分拡大放送（『2018世界バレー女子』〈18時30分 - 21時5分〉のため、当初予定より5分繰り下げとなった）。
- 第2話は、21時 - 22時19分の25分拡大放送。
- 第5話は、21時 - 22時4分の10分拡大放送。
- 第10話と最終話は、21時 - 22時9分の15分拡大放送。

## 受賞
- 第87回ザテレビジョンドラマアカデミー賞[13]
  - 最優秀作品賞
  - 主演男優賞（阿部寛）
  - 助演男優賞（吉川晃司）
  - 脚本賞（八津弘幸）
  - 監督賞（福澤克雄、棚澤孝義、田中健太）
- 第2回コンフィデンスアワード・ドラマ賞[50][51]
  - 作品賞
- 2016年日本民間放送連盟賞・テレビドラマ番組部門優秀賞[52]
- 東京ドラマアウォード 2016[53]
  - 作品賞・連続ドラマ 優秀賞
  - 主演男優賞（阿部寛）
  - プロデュース賞（伊與田英徳）